# فيليب تشايلد
فيليب تشايلد (بالإنجليزية: Philip Child)‏ (19 يناير 1898، هاميلتون في كندا - 6 فبراير 1978، تورونتو في كندا)؛ شاعر وروائي كندي.